# 箕面市立第二中学校
箕面市立第二中学校（みのおしりつ だいにちゅうがっこう）は、大阪府箕面市にある公立中学校。

## 沿革
1956年に当時の豊能郡箕面町（現在の箕面市）で2番目の中学校として、箕面町立第一中学校（現在の箕面市立第一中学校）からの校区の東部を分離する形で開校した。当初は箕面町立箕面小学校（現在の箕面市立箕面小学校）に仮校舎を設置していたが、1956年5月に現在地に校舎が完成して移転している。
1966年には旧三島郡豊川村（1956年茨木市と箕面市に分村合併）のうち箕面市の区域を、従来の茨木市箕面市学校組合立豊川中学校（現在の茨木市立豊川中学校）校区から第二中学校校区に編入している。
地域の宅地化に伴って生徒数が増加したため、箕面市立第四中学校・箕面市立第五中学校を相次いで分離している。

### 年表
- 1956年4月1日 - 箕面町立箕面第二中学校として創立。
- 1956年12月1日 - 箕面市の市制施行により、箕面市立箕面第二中学校に改称。
- 1957年5月13日 - 頌歌制定。
- 1958年12月1日 - 女子標準服制定。
- 1961年5月29日 - 体育館竣工。
- 1963年8月7日 - プール竣工。
- 1966年 - 旧豊川村西部を校区に編入。
- 1968年4月1日 - 箕面市立第二中学校に改称。
- 1971年5月28日 - 頌歌を校歌と改称。
- 1974年 - 箕面市立第四中学校を分離。箕面市立東小学校・箕面市立萱野東小学校の校区を第四中学校校区に変更し、該当地域内在住の2年生を第四中学校に移籍。
- 1980年3月1日 - 新体育館竣工。
- 1983年 - 箕面市立第五中学校を分離。
- 1993年8月 - コンピュータ室設置。

## 通学区域
- 箕面市立北小学校、箕面市立萱野北小学校の通学区域全域。
- 箕面市立萱野小学校の通学区域の一部。

## 出身者
- 畠田理恵 - 元歌手・女優
- 松田翔太 (野球) - 元プロ野球選手
- THE石原 - お笑い芸人
- 橋本明雄 - ハンドボール選手
- 丸茂圭衣 - アーティスティックスイミング（シンクロナイズドスイミング）選手

## 交通
- 北大阪急行電鉄 箕面萱野駅 西へ約1km。
- 阪急箕面線 箕面駅 南東へ約1.4km。
- 阪急バス 「第二中学校口」より南へ徒歩5分。または「芝西」より北へ徒歩5分。